# Atlantäventyret
Ej att förväxla med filmen Atlantäventyret (Oh, Kay! USA 1928).
Atlantäventyret är en svensk dramafilm från 1934. I huvudrollerna ses Birgit Tengroth, Edvin Adolphson, Valdemar Dalquist och Margit Manstad.  Manuskriptet baserades på den ungerska teaterpjäsen Potyautas, skriven av Sándor Lestyan och János Vaszary.

## Handling
Operetten ”Champagneprinsessan” har gjort fiasko. Teaterns direktör Freddy Alsterberg sitter på sitt kontor där utmätningsmännen gjort rent hus. Han är i sällskap med brorsdottern Tusse, som haft huvudrollen i operetten. Freddy suckar över att deras uppsättning inte var sämre än andras men det var mer folk på scenen än i salongen. Han duger inte som teaterdirektör, säger han. Han säger dock att han fått inbjudan av en vän att resa första klass till New York. Ett vykort som kommer med posten avslöjar dock för Tusse att det bara gäller en plats som steward på Kungsholm. Tusse vill gärna följa med för att ”skydda” honom för farligheter däröver. När hon går omkring på kajen upptäcker hon en pojke som håller på att gömma sig i en bil i akt och mening att komma ombord som fripassagerare. Hon kör hem pojken till hans föräldrar men övertar hans kläder och sätter sig sedan i en bil, som sedan vinschas ombord.
På båten finns diamanthandlaren Van Haag som ber styrmannen att få deponera en mycket värdefull diamant i hans kassaskåp eftersom han vet att en liga jagar honom och de kommer att leta i båtens stora skåp. På båten finns också den vackra Rita Grey och en viss baron Winkelstein. De planerar en kupp och tänker byta ut diamanten mot en kopia.
Tusse vaknar upp i bilen och beger sig ut på däck, där hon upptäcks och blir jagad. Hon lyckas undkomma till maskinrummet och gömmer sig där. När hon sitter där råkar hon höra en konversation mellan Rita och hennes gamle kumpan och älskare Bob, som tagit jobb där sedan han tydligen misslyckats med en kupp. Bob känner till att de andra planerar något och vill övertala henne att slå sig ihop med honom istället.
Tusse bli upptäckt av styrmannen när hon gått upp på däck. Hon förs upp till kaptenen och blir förhörd. Tusse uppträder kavat och självsäkert och de övertygas att hon är en pojke. Tusse blir skickad till baren, där Freddy arbetar. Han blir överraskad av hennes närvaro. Tusse berättar om det samtal hon hört och strax efter kommer Rita in i baren i sällskap med styrmannen, som hon gör allt för att charma. Tusse känner nu igen den ena rösten.
Tusse får en plats bland det övriga manskapet och försöker spela tuff. Men när hon blir bjuden på en piprök blir hon svimfärdig och måste gå upp på däck där hon träffar på styrmannen. Han beordrar Tusse att vara hans passopp. Tusse hjälper honom av med kläderna och han tycker att hans nya tjänare uppträder underligt. Hon lyckas få honom att gå med på att övernatta på en soffa i hans hytt. 
Rita och Winkelstein samtalar på däck om att Rita skall charma till sig kassaskåpskoden från styrmannen. Tusse råkar höra samtalet och tar sig sedan in i Winkelsteins hytt där hon hittar en pistol och tar ur patronerna. Rita uppsöker styrmannen och uppträder mycket flirtigt alltmedan Tusse, som är där, demonstrerar sin stora svartsjuka på ett syn- och hörbart sätt. Genom att titta i sin fickspegel lyckas Rita uppsnappa kombinationen när styrmannen låser in ett halsband som hon vill deponera. När Rita gått visar styrmannen sitt stora missnöje med Tusses uppträdande och utdelar ett par örfilar.
Tusse uppsnappar igen att kuppen skall äga rum samma natt. Hon tar sig in i styrmannens hytt och gömmer sig där. Winkelstein kommer in och börjar öppna kassaskåpet. Han hejdar sig ett ögonblick när han hör väsen, och Tusse kan då byta ut den äkta diamanten så att Winkelstein stoppar på sig den falska igen. Styrmannen kommer in och blir nerslagen av Winkelstein. Tusse börjar slåss med Winkelstein som flyr sin väg men blir tagen av en besättningsman. Styrmannen som börjar kvickna till upptäcker nu till sin häpenhet att Tusse är kvinna. Hon ber honom inte förråda henne.
Bob kommer i sällskap med Rita och öppnar kassaskåpet. De tar diamanten men Tusse som är kvar och gömd i ett skåp lyckas snappa tillbaka den. Hos kaptenen försöker Winkelstein hota med sin pistol men Freddy som vet att den är oladdad ser till att han blir övermannad. Han visiteras och Van Haag märker att det bara är en förfalskning. Han blir förtvivlad och erbjuder 100.000 dollar i hittelön. Då kommer Tusse in och kan visa upp den riktiga diamanten och får sin hittelön, med vilken hon nu kan köpa biljett och bli en vanlig passagerare. Hon erkänner för styrmannen att hon blev riktigt kär i honom när han örfilade upp henne. Han byter nu ut örfilarna mot tvenne kyssar och konstaterar att det blev ett lyckligt slut på det här atlantäventyret. 

## Om filmen
Filmen hade premiär den 5 februari 1934 på biograf Palladium i Stockholm.

## Rollista i urval
- Birgit Tengroth – Tusse Telmi, operettstjärna
- Valdemar Dalquist – Freddy Alsterberg, direktör för Nya Operett-Teatern/barmästare
- Edvin Adolphson – förste styrman på Kungsholm
- Margit Manstad – Rita Grey
- John Ekman – baron Winkelstein, hennes kumpan
- Carl-Gunnar Wingård – van Haag, holländsk juvelerare
- Carl Ström – kaptenen på Kungsholm
- Gunnar Olsson – Bob Holgert, Rita Greys andra kumpan
- Bror Berger – Johansson, andrestyrman på Kungsholm
- Annalisa Ericson – städerska
- Artur Cederborgh – generalkonsul Jocke Svensson
- Tom Walter – besättningsman
- John Melin – besättningsman
- Emil Fjellström – besättningsman

## Musik i filmen
- Yes, sir - no, sir, kompositör Jules Sylvain, text Åke Söderblom, sång på engelska av Sven Arefeldt, Greta Wassberg, sång på svenska av Sven Arefeldt, Greta Wassberg, Birgit Tengroth och Valdemar Dalquist.
- Yankee Doodle, instrumental.
- Du gamla, du fria, text Richard Dybeck, instrumental.